# Marinho (football, 1983)
Pour les articles homonymes, voir Marinho et Correia.
Mário Rui Correia Tomás, dit Marinho, est un footballeur portugais né le 26 avril 1983 à Lisbonne. Il évolue au poste d'attaquant.

## Biographie
Marinho est formé au Sporting Portugal sans avoir réellement explosé. 
Après avoir quitté le club lisboète, il joue dans les championnats mineurs portugais. En 2006, il a signe avec le CD Fátima, et devient champion de troisième division avec ce dernier, le il découvre avec celui-ci, la Liga Vitalis (2e division), l'année suivante.
Il ne disputera que 14 matchs en deuxième division, puisqu'en janvier 2008, le club Naval 1er mai lui fait découvrir la Liga Sagres (1re division), mais la belle histoire ne dure que quatre saisons jusqu'à la relégation du club de Figueira da Foz en deuxième division. 
Puis il rejoint l'Académica de Coimbra à la fin juin 2011 pour trois ans. Le 20 mai 2012, il marque contre son club de jeunesse, lors de la finale de la coupe du Portugal, ce qui permet à la Briosa de remporter le deuxième trophée de son histoire. Lors de la saison 2013-14 il en devient le capitaine. En juin 2014 il prolonge son contrat de trois nouvelles années.

## Carrière
Arrêtées à l'issue de la saison 2018-2019
- 9 saisons en championnat de D.I , 208 matchs 23 buts.
- 4 saisons en championnat de D.II , 103 matchs 12 buts.
- 5 saisons en championnat de D.III , 109 matchs 18 buts.
- 1 saison en championnat de D.IV , - matchs - buts.

## Statistiques
| Saison                | Club                   | Championnat           | Championnat | Championnat | Coupe(s) nationale(s) | Coupe(s) nationale(s) | Compétition(s) continentale(s) | Compétition(s) continentale(s) | Compétition(s) continentale(s) | Total | Total |
| Saison                | Club                   | Division              | M.          | B.          | M.                    | B.                    | Comp.                          | M.                             | B.                             | M.    | B.    |
| 2001-2002             | Sporting CP B          | D3                    | 1           | 0           | -                     | -                     | -                              | 0                              | 0                              | 1     | 0     |
| Sous-total            | Sous-total             | Sous-total            | 1           | 0           | 0                     | 0                     | -                              | 0                              | 0                              | 1     | 0     |
| 2002-2003             | União Santiago         | D4                    | -           | -           | -                     | -                     | -                              | 0                              | 0                              | 0     | 0     |
| Sous-total            | Sous-total             | Sous-total            | -           | -           | -                     | -                     | -                              | 0                              | 0                              | 0     | 0     |
| 2003-2004             | UD Vilafranquense      | D3                    | 36          | 5           | 4                     | 1                     | -                              | 0                              | 0                              | 40    | 6     |
| Sous-total            | Sous-total             | Sous-total            | 36          | 5           | 4                     | 1                     | -                              | 0                              | 0                              | 40    | 6     |
| 2004-2005             | CD Olivais e Moscavide | D3                    | 15          | 0           | 1                     | 0                     | -                              | 0                              | 0                              | 16    | 0     |
| 2005-2006             | CD Olivais e Moscavide | D3                    | 28          | 3           | 0                     | 0                     | -                              | 0                              | 0                              | 28    | 3     |
| Sous-total            | Sous-total             | Sous-total            | 43          | 3           | 1                     | 0                     | -                              | 0                              | 0                              | 44    | 3     |
| 2006-2007             | CD Fátima              | D3                    | 29          | 10          | 1                     | 0                     | -                              | 0                              | 0                              | 30    | 10    |
| 2007-2008             | CD Fátima              | D2                    | 13          | 3           | 7                     | 1                     | -                              | 0                              | 0                              | 20    | 4     |
| Sous-total            | Sous-total             | Sous-total            | 42          | 13          | 8                     | 1                     | -                              | 0                              | 0                              | 50    | 14    |
| 2007-2008             | Naval 1º de Maio       | D1                    | 13          | 2           | 2                     | 0                     | -                              | 0                              | 0                              | 15    | 2     |
| 2008-2009             | Naval 1º de Maio       | D1                    | 30          | 5           | 4                     | 5                     | -                              | 0                              | 0                              | 34    | 10    |
| 2009-2010             | Naval 1º de Maio       | D1                    | 28          | 1           | 6                     | 0                     | -                              | 0                              | 0                              | 34    | 1     |
| 2010-2011             | Naval 1º de Maio       | D1                    | 26          | 2           | 4                     | 0                     | -                              | 0                              | 0                              | 30    | 2     |
| Sous-total            | Sous-total             | Sous-total            | 97          | 10          | 16                    | 5                     | -                              | 0                              | 0                              | 113   | 15    |
| 2011-2012             | Académica              | D1                    | 26          | 3           | 8                     | 4                     | -                              | 0                              | 0                              | 34    | 7     |
| 2012-2013             | Académica              | D1                    | 27          | 4           | 8                     | 0                     | C3                             | 6                              | 0                              | 41    | 4     |
| 2013-2014             | Académica              | D1                    | 27          | 1           | 5                     | 0                     | -                              | 0                              | 0                              | 32    | 1     |
| 2014-2015             | Académica              | D1                    | 13          | 3           | 5                     | 1                     | -                              | 0                              | 0                              | 18    | 4     |
| 2015-2016             | Académica              | D1                    | 18          | 2           | 3                     | 1                     | -                              | 0                              | 0                              | 21    | 3     |
| 2016-2017             | Académica              | D2                    | 39          | 3           | 5                     | 1                     | -                              | 0                              | 0                              | 44    | 4     |
| 2017-2018             | Académica              | D2                    | 29          | 4           | 4                     | 2                     | -                              | 0                              | 0                              | 33    | 6     |
| 2018-2019             | Académica              | D2                    | 22          | 2           | 1                     | 0                     | -                              | 0                              | 0                              | 23    | 2     |
| Sous-total            | Sous-total             | Sous-total            | 201         | 22          | 39                    | 9                     | -                              | 6                              | 0                              | 246   | 31    |
| Total sur la carrière | Total sur la carrière  | Total sur la carrière | 419         | 53          | 68                    | 16                    | -                              | 6                              | 0                              | 493   | 69    |

Statistiques actualisées le 19/05/2019

### Matchs disputés en coupes continentales
| Matchs | Date              | Stade                          | Adversaire        | Résultat | Minutes | Compétition            | Buts | Tour             | Club      |
| ------ | ----------------- | ------------------------------ | ----------------- | -------- | ------- | ---------------------- | ---- | ---------------- | --------- |
| 1      | 20 septembre 2012 | Doosan Arena, Plzeň            | FC Viktoria Plzeň | 3 – 1    | 90 min  | Ligue Europa 2012-2013 | 0    | Phase de groupes | Académica |
| 2      | 4 octobre 2012    | Estádio EFAPEL, Coimbra        | Hapoël Tel-Aviv   | 1 – 1    | 85 min  | Ligue Europa 2012-2013 | 0    | Phase de groupes | Académica |
| 3      | 25 octobre 2012   | Stade Vicente-Calderón, Madrid | Atlético Madrid   | 3 – 1    | 90 min  | Ligue Europa 2012-2013 | 0    | Phase de groupes | Académica |
| 4      | 8 novembre 2012   | Estádio EFAPEL, Coimbra        | Atlético Madrid   | 2 – 0    | 90 min  | Ligue Europa 2012-2013 | 0    | Phase de groupes | Académica |
| 5      | 22 novembre 2012  | Estádio EFAPEL, Coimbra        | FC Viktoria Plzeň | 1 – 1    | 90 min  | Ligue Europa 2012-2013 | 0    | Phase de groupes | Académica |
| 6      | 6 décembre 2012   | Bloomfield Stadium, Tel Aviv   | Hapoël Tel-Aviv   | 2 – 0    | 82 min  | Ligue Europa 2012-2013 | 0    | Phase de groupes | Académica |

## Palmarès

### Avec l'Académica de Coimbra
- Vainqueur de la Coupe du Portugal en 2012[11].
- Finaliste de la Supercoupe du Portugal en 2012

### Avec leCD Fátima
- Vainqueur de la II Divisão B Série C en 2007

### Avec leCD Olivais e Moscavide
- Vainqueur de la II Divisão B en 2006
- Vainqueur de la II Divisão B Série D en 2006

### Avec leCD Fátima
- Finaliste de la II Divisão B en 2007

### Avec leSporting CP
- Vainqueur du Championnat du Portugal U17 en 1999